# Чарлс Денс
Волтер Чарлс Денс (енгл. Walter Charles Dance, рођен 10. октобра 1946. у Редичу, Енглеска) је енглески глумац, сценариста и редитељ.
Неке од његових најпознатијих улога су лорд Тивин Ланистер у ХБО фантазијској серији Игра престола (енгл. Game of Thrones) (2011—2015), Гaj Перон у серији Драгуљ у круни (енгл. The Jewel in the Crown) (1984), Сардо Нумспа у филму Златни дечко (енгл. The Golden Child) (1986), Џонатан Клеменс у Осмом путнику 3 (енгл. Alien 3) (1992) , Бенедикт у Последњем акционом хероју (енгл. Last Action Hero) (1993), Калигула у Дракула: Неиспричано (енгл. Dracula Untold) (2014) и Аластер Денистон у Игри кодова (енгл. The Imitation Game) (2014).